# علاءالدوله سمنانی
شیخ  رکن‌الدین ابوالمکارم علاءالدوله احمد بن محمد بن احمد بیابانکی سمنانی (۶۵۹–۷۳۶ ق) معروف به شیخ علاءالدّوله از مشایخ بزرگ تصوّف و دانایان نامور ایران است.

## زندگی
علاءالدوله سمنانی در خانواده ملوک سمنان دیده به جهان گشود. پس از گذراندن دوره مکتب در پانزده سالگی به خدمت سلطان ارغون درآمد. وی در زمان اباقا و ارغون‌شاه ایلخانی به مدت ده سال دارای مشاغل دیوانی و سیاسی مهم بود تا اینکه در یکی از جنگها که او نیز همراه سلطان بود، جذبه‌ای دریافت کرد. به گفته علاءالدوله حجاب از پیش چشمانش برداشته شد و آخرت را مشاهده کرد. بعد از آن واقعه، با اینکه دیگر رغبتی به ملازمت سلطان نداشت از صحبت وی صرف نظر نکرد اما به قضای فرائض فوت شده، قرائت قران و مجاهده با نفس روی آورد و از ملاهی و مناهی دستگاه سلطان توبه کرد. بیش از دو سال در کسوت دیوانیان به ریاضت و عبادت پرداخت و بالاخره پس از ابتلا به بیماری که ناشی از کم خورد و خوابی او بود از سلطان اجازه گرفت و به سمنان رفت.
علاءالدوله پس از جستجو در احوال و آراء گروه‌ها و فرقه‌های مختلف، گمشده خود را در سیر و سلوک اهل طریقت یافت و بنای سلوک خویش را بر وفق کتاب قوت القلوب مکی نهاد. در آغاز ورود به طریقت به ادای حقوقی که بر گردن داشت، همت گماشت غلامان و کنیزان را آزاد کرد، به عمارت خانقاه سکاکیه منسوب به شیخ حسن سکاکی پرداخت و چند خانقاه دیگر نیز وقف کرد.
در محرم ۶۸۶ ق یکی از مریدان نورالدین عبدالرحمان اسفراینی، علاءالدوله را به سوی پیر خود راهنمایی کرد. علاءالدوله به قصد دیدار شیخ عبدالرحمن عازم بغداد شد و در مسیر بغداد در نزدیکی همدان، سلطان ارغون وی را احضار کرد تا به شغل دیوانی بازگرداند اما علاءالدوله چنان در شوق طریقت مستغرق بود که بعد از مناظرهای طولانی سلطان دریافت که قادر به بازگرداندن وی نیست اما باز مانع رفتن او به بغداد شد. علاءالدوله سمنانی شرح احوال خود را به گوش شیخ نورالدین عبدالرحمان رساند و شیخ برای او خرقه‌ای فرستاد و اجازه خلوت داد. البته در سال ۶۸۷ق علاءالدوله در ۲۸ سالگی پنهان از ارغون و شحنگان وی روانه بغداد شد و با نورالدین عبدالرحمان اسفراینی ملاقات کرد. بعد از این ملاقات و تلقین ذکر، علاءالدوله به اشارت پیر خود به زیارت کعبه شتافت و بعد از اذن وی در سمنان به ارشاد مریدان مشغول شد. سلوک و صحبت با شیخ عبدالرحمن اسفراینی از روندهای مهم در زندگی روحانی علاءالدوله بود. شیخ علاءالدوله سمنانی در تصوف معتقد به میانه‌روی بود و در زمینه اجرای دستورهای دین اسلام و سازگاری باورها با اصول دین سخت‌گیر بود. علاءالدوله مردی ثروتمند بود و چندین بار نیز سفر حج را انجام داد. گسستن کامل او از خدمات درباری در سال ۷۰۵ ق؛ و با اجازهٔ الجایتوخان (۷۱۶–۷۰۳ ق) صورت گرفت. پس از سال ۷۲۰، علاءالدوله در خانقاه سکاکیه معتکف شد.
خواجوی کرمانی از ارادتمندان او بود و گردآوری دیوان اشعار علاءالدوله سمنانی را نیز به وی نسبت داده‌اند.

## مخالفت با ابن عربی
علاءالدوله در میان عرفای دوره خود اهمیت زیادی دارد زیرا وی از جمله کسانی است که سخت کوشید در برابر رواج و اشاعه سنت دوم عرفانی و مکتب ابن عربی ایستادگی کند و از میزان نفوذ و رونق آن بکاهد و زمینه را برای ترویج سنت اول عرفانی و بازگرداندن رونق و نفوذ گسترده آن فراهم کند. بدین جهت بر فتوحات مکیه و فصوص الحکم حاشیه‌ای نوشت و در ضمن آن با بعضی از آراء ابن عربی مخالفت کرد و بر وی خرده گرفت. وی در این کار چندان مصمم بود که در مکاتباتی به دفاع از آراء خود و رد و انکار دیدگاه‌های محیی الدین پرداخت. گرچه علاءالدوله نتوانست در برابر نفوذ روزافزون سنت دوم پایداری کند و حتی خود خواسته یا ناخواسته بعضی از مبانی و شیوه‌های این سنت را پذیرفت اما موفق شد برای مدتی در حوزه‌ای از قلمرو عرفان اسلامی حرکت سنت دوم را کند سازد.
اما بنا بر روایتی نظر علاء‌الدوله بعدها نسبت به مبانی عرفان ابن عربی تغییر کرد و وصیت کرد که هر کجا در آثارش نسبت به ابن عربی به زشتی نام برده پاک شود و در جواب مریدی که از سرنوشت ابن عربی سوال کرده بود او را از اهل حق دانسته بود.

## درگذشت
آخرين سال‌های عمر علاءالدوله در صوفی‌آباد سمنان، در محلی با بنایی موسوم به «برج احرار» و در خانقاهی که خود او بنا کرده بود، سپری شد و در همان‌جا تا هنگام وفات به تألیف کتب و ارشاد مریدان و سرودن اشعار می‌گذراند و در خلال این سنین یکبار در سال ۷۳۲ به سفر حج رفت و این آخرین زیارت او از خانه خدا بود. علاءالدوله سمنانی در ۲۲ رجب ۷۳۶ ق در ۷۷ سالگی درگذشت و بیرون خانقاه صوفی آباد در محل حظیره شیخ جمال الدین عبدالوهاب بارسینی به خاک سپرده شد. امروزه بنای آرامگاه شیخ علاءالدوله سمنانی در روستای صوفی آباد از روستاهای شهرستان سرخه در استان سمنان قرار دارد.
مقبره شیخ علاءالدّوله سمنانی واقع در روستای صوفی آباد سمنان ، در آغاز بنایی رفیع و با عظمت بود که به دستور عمادالدّین جمال الدّین عبدالوهاب، وزیر سلطان محمّد خدا بنده از خشت خام ساخته شد . سپس خانقاهی برآن افزود و در آن جا به ریاضت پرداخت و پس از مرگ در آن جا به خاک سپرده شد. آرامگاه عارف مشهور قرن هشتم هجری قمری از بناهای دوران مغول با بنای خشتی است.

## آثار
| - چهل‌مجلس - خمخانه وحدت - دیوان اشعار - العروة لاهل الخلوة و الجلوة - سرّ سماع - آداب السفره | - مالابد منه فی الدین - سر بال البال لذوی الحال - بیان الاحسان لاهل العرفان - فتح المبین لاهل الیقین - نوری - فرحة العاملین و فرجة الکاملین | - فتح المبین لاهل الیقین - شرح حدیث نبوی ارواح المؤمنین - سلوة العاشقین و سکتة المشتاقین - رساله شطرنجیه که مستند رازهای شطرنج؛ دربارهٔ این رساله ساخته شده است. - لمعات - ارشاد المؤمنین و مکتوبات |